# Marshall-terv
| ország         | millió dollár | százalék |
| -------------- | ------------- | -------- |
| Ausztria       | 726,1         | 5,206    |
| Belgium        | 556,5         | 3,990    |
| Dánia          | 278,9         | 2,000    |
| Franciaország  | 3103,8        | 22,254   |
| Görögország    | 773,9         | 5,549    |
| Hollandia      | 980,1         | 7,027    |
| Írország       | 1,0           | 0,007    |
| Izland         | 0,2           | 0,001    |
| Jugoszlávia    | 231,0         | 1,656    |
| Nagy-Britannia | 3585,6        | 25,709   |
| NDK            | 0,1           | 0,001    |
| Norvégia       | 274,7         | 1,970    |
| NSZK           | 1472,6        | 10,559   |
| Olaszország    | 1577,8        | 11,313   |
| Portugália     | 0,3           | 0,002    |
| Svédország     | 106,8         | 0,766    |
| Törökország    | 277,5         | 1,990    |
| Összesen:      | 13 946,9      |          |

A Marshall-terv nemzetközi segélyprogram volt a második világháború után, amely George C. Marshall amerikai külügyminiszterről kapta a nevét. Marshall  1947. június 5-én átfogó amerikai segélyprogramot hirdetett meg minden olyan háború sújtotta európai ország számára, amely az újjáépítésben hajlandó volt az Amerikai Egyesült Államokkal együttműködni.

## Az Európai Újjáépítési Program

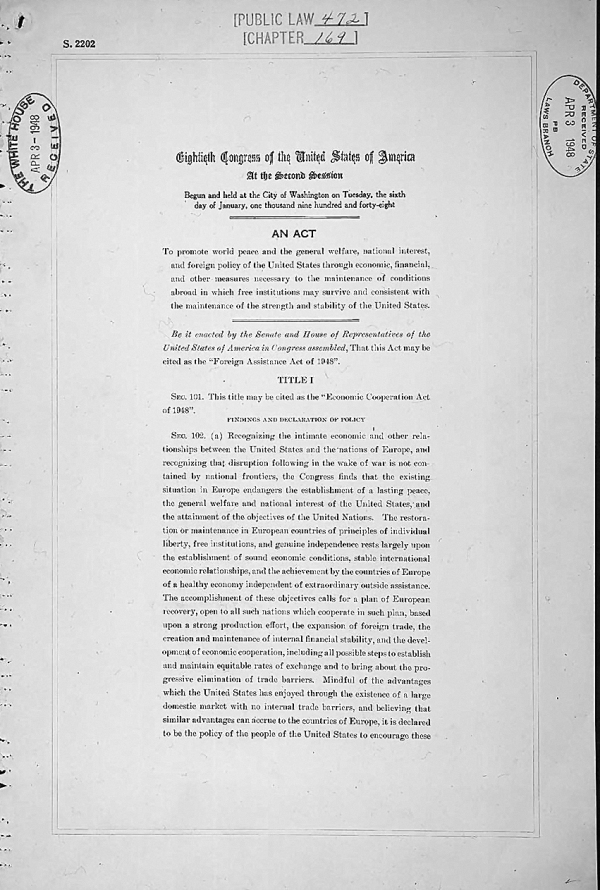
A Marshall-terv első oldala

A segélyprogramot politikai és gazdasági érdekek kényszerítették ki. A második világháborút követően a romokban heverő európai gazdaság sajátos irányt vett. Jelentős mértékű (amerikai) importra volt szükség, a lakosság jelentős része ugyanis importált élelmiszert fogyasztott. A régió kivitele ugyanakkor elhanyagolható volt, tehát jelentős kereskedelmi hiány jellemezte Európát (dollárhiány). 1947 nyarára gazdasági válság alakult ki: Európának nem volt elegendő valutatartaléka az importra. Két megoldás kínálkozott: az import drasztikus csökkentése, ami lehetetlennek tűnt, hiszen a termelés (különösen a mezőgazdaságé) töredéke volt a világháború előtti időszaknak, továbbá a kereslet csökkentése deflációs spirálhoz vezethetett volna. Másrészt a világháború nélkülözéseit túlélő lakosság elégedetlenkedését váltotta volna ki a kínálat jelentős szűkítése. Francia- és Olaszország 1947 őszén ugyan megpróbálkozott a fogyasztás csökkentésével, ez azonban sztrájkokat, zavargásokat idézett elő. Amerika ekkor – a zavargások hírére – 247 millió dolláros segélyt irányozott elő Franciaországnak. Ekkorra azonban világossá vált az is, hogy alkalmi segélyekkel nem lehet elsimítani a társadalmi feszültségeket: a hidegháború kezdetén a szovjet propaganda mélyen hatott a nélkülöző tömegekre, így Amerika a második megoldást választotta a gazdasági-politikai egyensúly fenntartása érdekében: programszerűen és szervezetten segélyeket osztott az európai országokban: javarészt adományként, kisebb részét kölcsönként. A Marshall-terv politikai koncepciója beigazolódni látszott: a francia baloldal – amely a társadalmi elégedetlenséget megszervezve és élére állva megerősödött – 1949-re visszaszorult.

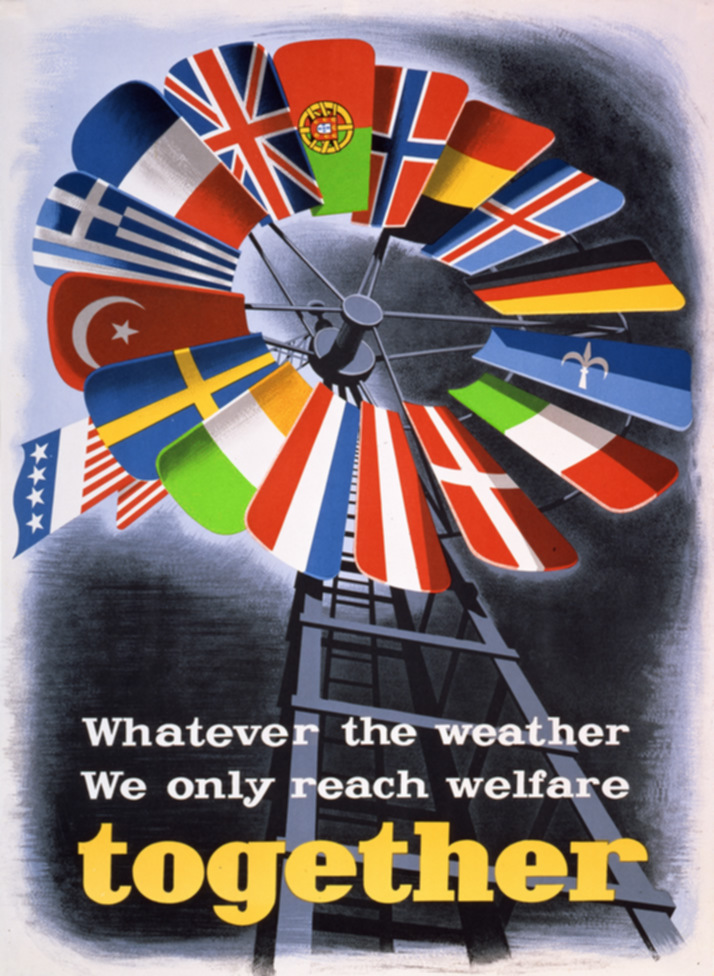
A Marshall-tervet propagáló plakát – Bármilyen is legyen az időjárás, együtt kell mozognunk!

A gyakorlatban az Európai Újjáépítési Program (European Recovery Program = ERP) kizárólag Nyugat-Európára korlátozódott, mivel Európa közép- és keleti része a Szovjetunió érdekszférájába került, és mereven szemben állt az USA-val.

## Összegzése
1948. április 3. és 1952. június 30. között a tervben részt vevő 17 európai ország összesen 14 milliárd dollárnyi segélyt kapott – elsősorban amerikai áru formájában. Mai szemmel a 14 milliárd dollár nem tűnik soknak egy világháború pusztította kontinens gazdaságának életre keltésére, az összeg valódi nagyságának megítéléséhez azonban érdemes figyelembe venni, hogy 1946 őszén egy amerikai dollár 11 forint 70 fillért ért.
1946 végén 1 uncia arany = $38.25 volt. Ez ma $1615, az 1946-os érték 42-szerese, tehát az akkori 14 az a 2023 évi áron számolva kb. 230 milliárd USD.

## Hatásai
A kontinens nyugati országait támogató Marshall-terv szovjet érdekszférába tartozó országok általi, szovjet nyomásra történő elutasítása elmélyítette és rögzítette a földrész megosztottságát. Az anyagi támogatás folyósítása érdekében létrejött a Világbank és a Nemzetközi Valutaalap.